# 圣克鲁斯德沃埃多
圣克鲁斯德沃埃多，是西班牙卡斯蒂利亚-莱昂帕伦西亚省的一个市镇。 总面积26平方公里，总人口59人（2001年），人口密度2人/平方公里。